# Koro nyelv
A koro egy körülbelül 800-1200 ember által beszélt indiai nyelv, mely a sino-tibeti nyelvcsalád tibeto-burmai ágához tartozik.
A koro nyelvet India legkeletibb, Arunácsal Prades nevű tartományának Kelet-Kameng kerülete nyugati részében használják. Beszélőinek legnagyobb része idős ember. A nyelvet használók az aka és midzsi nyelveket beszélő hrusso népcsoport tagjai között élnek, de az alapvető szókincshez tartozó szavaik, pl. a számok és testrészek elnevezései alapján nyelveik csak távoli rokonságban állnak. Bár a koro hasonlóságokat mutat a tőle keletebbre beszélt tani nyelvvel is, úgy tűnik, leginkább mégis a tibeto-burmai nyelvek egy önálló tagájnak tekinthető.

## Felfedezése
A korót önálló nyelvként először 2008-ban írta le egy amerikai és indiai nyelvészekből álló kutatócsoport, név szerint David Harrison, Gregory Anderson és Ganesh Murmu, miközben az aka, más néven hruso törzs nyelvét dokumentálták a National Geographic Society támogatásával zajló kutatás keretében. A nyelvet először az aka egyik nyelvjárásaként írták le, később azonban a nagyfokú eltéréseket megismerve arra a megállapításra jutottak, hogy önálló nyelvről van szó. A felfedezésnek azonban korábbi előzményei is voltak. Az Ethnologue nyelvkatalógus szerint »egy 2005-ös kutatás jelentést tesz a Kelet-Kameng körzetben élő akák "koro aka" elnevezésű csoportjáról, mely elkülönül a nyugat-kamengi "hruso aka" népcsoporttól«.

## Külső hivatkozások
- Az Index cikke
- New Scientist: New Language Identified in Remote Corner of India
- Enduring Voices Project
- Living Tongues Institute For Endangered Languages